# Salix uva-ursi
Salix uva-ursi — вид рослин родини Вербові (Salicaceae), поширений на північному сході Північної Америки. Етимологія: лат. uva — «виноград», лат. ursus — «ведмідь».

## Опис
Напівчагарник 0.01–0.05 м, що утворюють клональні компактні килимки. Стебла розпростерті; гілки червоно-коричневі, сіро-коричневі або жовто-коричневі, гладкі, гілочки жовто-зелені або жовто-коричневі, гладкі або запушені. Листя: прилисток відсутні, зародкові, або листяні у ранніх листках, листяні на пізніх; черешок (від мілко до глибоко рифлений зверху), 2–6.5 мм; найбільша серединна пластина яйцювата, широко-яйцювата, ланцетні з тоншим кінцем на основі або еліптична, 4–23 × 3.5–10 мм, у 1.7–3.6 раз більші в довші в довжину ніж у ширину, вершина від опуклої до гострої; нижня поверхня листа сірувато-зелена, зазвичай, гладка (рідко — кілька волосків); верхня поверхня листа злегка або сильно глянсова, зазвичай гладка (рідко — кілька волосків); проксимальні краї листків цілі або зубчасті.
Сережки: тичинкові 9–19 × 5–8 мм, маточкові щільно квітучі, від тонких до субкулястих, 11–47(до 55 у плодах) × 6–10 мм; приквітки коричневі, чорні, коричнево-жовті чи двоколірні, 1.1–1.8 мм, верхівка округла або гостра, ціла, знизу рідко волохата. Капсули 3–5 мм. 2n=38(2x).

## Поширення, екологія
Північна Америка: Ґренландія, сх. Канада, пн.-сх. США, Сен-П'єр і Мікелон.
Населяє оголені, часто сухі або зволожені, вапнякові, серпентинові, діоритні та гранітні породи, валуни, гравій, пісок на пляжах; 10–1200 м.

## Галерея

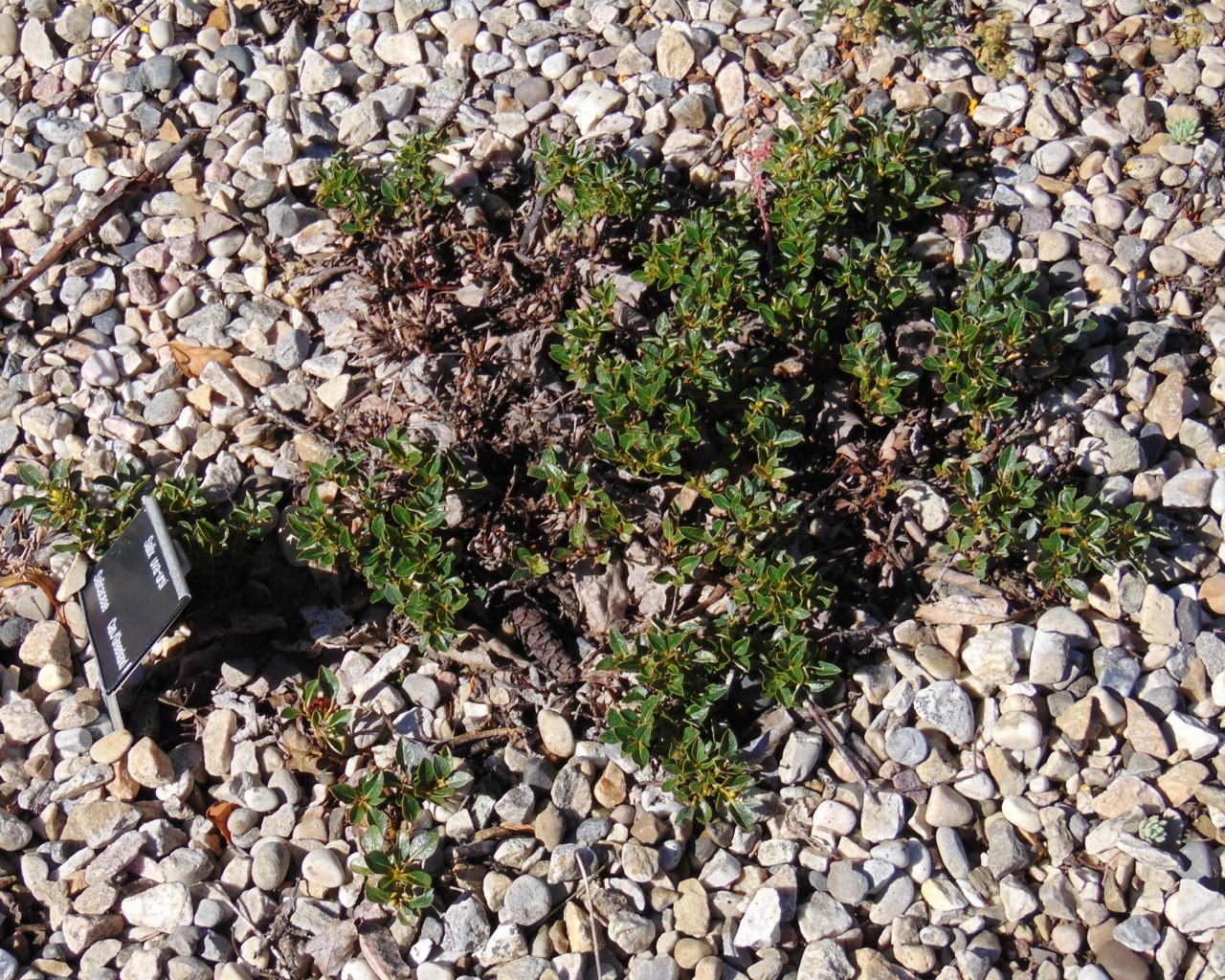
рослина
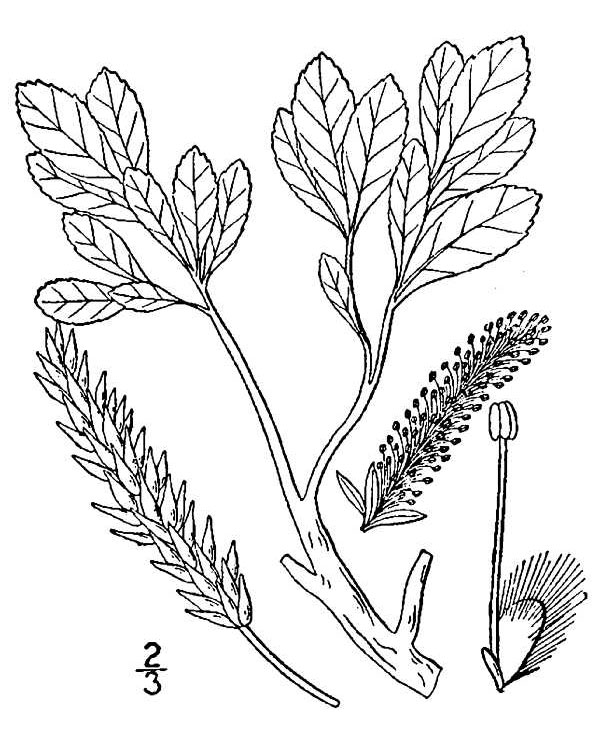
ілюстрація